# 飯豊山 (小惑星)
飯豊山（いいでさん、8730 Iidesan）は、小惑星帯（メインベルト）に位置する小惑星の一つ。山形県南陽市のアマチュア天文家、大国富丸により発見された。
福島県と新潟県、山形県の三県にまたがる飯豊山地にある飯豊山（いいでさん：標高2105m）から命名された。